# Melissa Etheridge/Diskografie
Diese Diskografie ist eine Übersicht über die musikalischen Werke der US-amerikanischen Singer-Songwriterin und Rockmusikerin Melissa Etheridge. Den Schallplattenauszeichnungen zufolge hat sie bisher mehr als 15,1 Millionen Tonträger verkauft, davon alleine in ihrer Heimat über 13,6 Millionen. Ihre erfolgreichste Veröffentlichung ist das Album Yes I Am mit über 6,2 Millionen verkauften Einheiten.

## Alben

### Studioalben
| Jahr | Titel                       | Höchstplatzierung, Gesamtwochen, AuszeichnungChartplatzierungen (Jahr, Titel, Platzierungen, Wochen, Auszeichnungen, Anmerkungen) | Höchstplatzierung, Gesamtwochen, AuszeichnungChartplatzierungen (Jahr, Titel, Platzierungen, Wochen, Auszeichnungen, Anmerkungen) | Höchstplatzierung, Gesamtwochen, AuszeichnungChartplatzierungen (Jahr, Titel, Platzierungen, Wochen, Auszeichnungen, Anmerkungen) | Höchstplatzierung, Gesamtwochen, AuszeichnungChartplatzierungen (Jahr, Titel, Platzierungen, Wochen, Auszeichnungen, Anmerkungen) | Höchstplatzierung, Gesamtwochen, AuszeichnungChartplatzierungen (Jahr, Titel, Platzierungen, Wochen, Auszeichnungen, Anmerkungen) | Anmerkungen |
| Jahr | Titel                       | DE | AT | CH | UK | US | Anmerkungen |
| ---- | --------------------------- | --- | --- | --- | --- | --- | --- |
| 1988 | Melissa Etheridge           | DE36 Gold · (22 Wo.)DE | AT16 Gold · (2 Wo.)AT | — | — | US22 ×2Doppelplatin · (65 Wo.)US                                                                                                  | Erstveröffentlichung: 2. Mai 1988 Produzenten: Melissa Etheridge, Niko Bolas, Craig Krampf, Kevin McCormick                    |
| 1989 | Brave and Crazy             | DE7 (27 Wo.)DE | AT14 (17 Wo.)AT | CH7 (10 Wo.)CH | UK63 (1 Wo.)UK | US22 Platin · (58 Wo.)US | Erstveröffentlichung: 11. September 1989 Produzenten: Melissa Etheridge, Niko Bolas, Kevin McCormick                           |
| 1992 | Never Enough                | DE12 (24 Wo.)DE | AT7 (10 Wo.)AT | CH12 (8 Wo.)CH | UK56 (1 Wo.)UK | US21 Platin · (26 Wo.)US | Erstveröffentlichung: 17. März 1992 Produzenten: Melissa Etheridge, Kevin McCormick                                            |
| 1993 | Yes I Am                    | DE31 (11 Wo.)DE | AT22 (5 Wo.)AT | CH17 (5 Wo.)CH | — | US15 ×6Sechsfachplatin · (138 Wo.)US                                                                                              | Erstveröffentlichung: 21. September 1993 Produzenten: Melissa Etheridge, Hugh Padgham                                          |
| 1995 | Your Little Secret          | DE26 (24 Wo.)DE | AT30 (15 Wo.)AT | CH23 (17 Wo.)CH | UK85 (1 Wo.)UK | US6 ×2Doppelplatin · (41 Wo.)US                                                                                                   | Erstveröffentlichung: 14. November 1995 Produzenten: Melissa Etheridge, Hugh Padgham                                           |
| 1999 | Breakdown                   | DE14 (7 Wo.)DE | AT45 (2 Wo.)AT | CH38 (4 Wo.)CH | — | US12 Gold · (18 Wo.)US | Erstveröffentlichung: 5. Oktober 1999 Produzenten: Melissa Etheridge, John Shanks                                              |
| 2001 | Skin                        | DE10 (8 Wo.)DE | AT35 (4 Wo.)AT | CH65 (5 Wo.)CH | — | US9 (12 Wo.)US | Erstveröffentlichung: 10. Juli 2001 Produzenten: Melissa Etheridge, David N. Cole                                              |
| 2004 | Lucky                       | DE18 (7 Wo.)DE | AT40 (5 Wo.)AT | CH51 (3 Wo.)CH | — | US15 (13 Wo.)US | Erstveröffentlichung: 10. Februar 2004 Produzenten: Melissa Etheridge, David N. Cole, Ross Hogarth, Rick Parashar, John Shanks |
| 2007 | The Awakening               | DE18 (4 Wo.)DE | AT57 (1 Wo.)AT | CH87 (2 Wo.)CH | — | US13 (6 Wo.)US | Erstveröffentlichung: 25. September 2007 Produzenten: Melissa Etheridge, David N. Cole                                         |
| 2008 | A New Thought for Christmas | — | — | — | — | US113 (6 Wo.)US | Erstveröffentlichung: 30. September 2008 Produzenten: Melissa Etheridge, David N. Cole                                         |
| 2010 | Fearless Love               | DE10 (6 Wo.)DE | AT26 (3 Wo.)AT | CH51 (2 Wo.)CH | — | US7 (10 Wo.)US | Erstveröffentlichung: 27. April 2010 Produzenten: Melissa Etheridge, John Shanks                                               |
| 2012 | 4th Street Feeling          | DE25 (3 Wo.)DE | AT50 (1 Wo.)AT | — | — | US18 (4 Wo.)US | Erstveröffentlichung: 4. September 2012 Produzenten: Jacquire King, Steve Booker                                               |
| 2014 | This Is M. E.               | DE41 (2 Wo.)DE | AT61 (1 Wo.)AT | CH96 (1 Wo.)CH | — | US21 (4 Wo.)US | Erstveröffentlichung: 30. September 2014 Produzenten: Jerry Wonda, RoccStar, Jerrod Bettis, Jon Levine, Melissa Etheridge      |
| 2016 | Memphis Rock and Soul       | DE52 (1 Wo.)DE | AT50 (1 Wo.)AT | CH63 (1 Wo.)CH | — | US34 (2 Wo.)US | Erstveröffentlichung: 7. Oktober 2016 Produzent: John Burk, Melissa Etheridge                                                  |
| 2019 | The Medicine Show           | DE29 (2 Wo.)DE | AT74 (1 Wo.)AT | CH44 (1 Wo.)CH | — | US95 (1 Wo.)US | Erstveröffentlichung: 12. April 2019                                                                                           |
| 2021 | One Way Out                 | DE30 (1 Wo.)DE | AT59 (1 Wo.)AT | CH31 (1 Wo.)CH | — | — | Erstveröffentlichung: 17. September 2021                                                                                       |

### Livealben
| Jahr | Titel                             | Höchstplatzierung, Gesamtwochen, AuszeichnungChartplatzierungen (Jahr, Titel, Platzierungen, Wochen, Auszeichnungen, Anmerkungen) | Höchstplatzierung, Gesamtwochen, AuszeichnungChartplatzierungen (Jahr, Titel, Platzierungen, Wochen, Auszeichnungen, Anmerkungen) | Höchstplatzierung, Gesamtwochen, AuszeichnungChartplatzierungen (Jahr, Titel, Platzierungen, Wochen, Auszeichnungen, Anmerkungen) | Höchstplatzierung, Gesamtwochen, AuszeichnungChartplatzierungen (Jahr, Titel, Platzierungen, Wochen, Auszeichnungen, Anmerkungen) | Höchstplatzierung, Gesamtwochen, AuszeichnungChartplatzierungen (Jahr, Titel, Platzierungen, Wochen, Auszeichnungen, Anmerkungen) | Anmerkungen                              |
| Jahr | Titel                             | DE | AT | CH | UK | US | Anmerkungen                              |
| ---- | --------------------------------- | --- | --- | --- | --- | --- | ---------------------------------------- |
| 2004 | Live… and Alone                   | — | — | — | — | US— PlatinUS | Erstveröffentlichung: 8. März 2004       |
| 2004 | Lucky Live                        | — | — | — | — | — | Erstveröffentlichung: 28. September 2004 |
| 2006 | Yes + I Am Live                   | — | — | — | — | — | Erstveröffentlichung: 9. Februar 2006    |
| 2007 | The Awakening Live                | — | — | — | — | — | Erstveröffentlichung: 20. November 2007  |
| 2015 | A Little Bit of Me: Live in L. A. | DE89 (1 Wo.)DE | — | — | — | — | Erstveröffentlichung: 9. Juni 2015       |

### Kompilationen
| Jahr | Titel                                 | Höchstplatzierung, Gesamtwochen, AuszeichnungChartplatzierungen (Jahr, Titel, Platzierungen, Wochen, Auszeichnungen, Anmerkungen) | Höchstplatzierung, Gesamtwochen, AuszeichnungChartplatzierungen (Jahr, Titel, Platzierungen, Wochen, Auszeichnungen, Anmerkungen) | Höchstplatzierung, Gesamtwochen, AuszeichnungChartplatzierungen (Jahr, Titel, Platzierungen, Wochen, Auszeichnungen, Anmerkungen) | Höchstplatzierung, Gesamtwochen, AuszeichnungChartplatzierungen (Jahr, Titel, Platzierungen, Wochen, Auszeichnungen, Anmerkungen) | Höchstplatzierung, Gesamtwochen, AuszeichnungChartplatzierungen (Jahr, Titel, Platzierungen, Wochen, Auszeichnungen, Anmerkungen) | Anmerkungen                            |
| Jahr | Titel                                 | DE | AT | CH | UK | US | Anmerkungen                            |
| ---- | ------------------------------------- | --- | --- | --- | --- | --- | -------------------------------------- |
| 2005 | Greatest Hits: The Road Less Traveled | DE61 (4 Wo.)DE | — | — | — | US14 Gold · (14 Wo.)US | Erstveröffentlichung: 18. Oktober 2005 |
| 2010 | Rarities Edition: Melissa Etheridge   | — | — | — | — | — | Erstveröffentlichung: 5. Januar 2010   |
| 2011 | Icon                                  | — | — | — | — | — | Erstveröffentlichung: 1. März 2011     |

## Singles
| Jahr | Titel Album                                                     | Höchstplatzierung, Gesamtwochen, AuszeichnungChartplatzierungen (Jahr, Titel, Album, Platzierungen, Wochen, Auszeichnungen, Anmerkungen) | Höchstplatzierung, Gesamtwochen, AuszeichnungChartplatzierungen (Jahr, Titel, Album, Platzierungen, Wochen, Auszeichnungen, Anmerkungen) | Höchstplatzierung, Gesamtwochen, AuszeichnungChartplatzierungen (Jahr, Titel, Album, Platzierungen, Wochen, Auszeichnungen, Anmerkungen) | Anmerkungen                                                   |
| Jahr | Titel Album                                                     | DE | UK | US | Anmerkungen                                                   |
| ---- | --------------------------------------------------------------- | --- | --- | --- | ------------------------------------------------------------- |
| 1989 | Similar Features Melissa Etheridge                              | — | — | US94 (4 Wo.)US | Erstveröffentlichung: April 1988 Autor: Melissa Etheridge     |
| 1989 | Bring Me Some Water Melissa Etheridge                           | — | UK100 (1 Wo.)UK | — | Erstveröffentlichung: August 1988 Autor: Melissa Etheridge    |
| 1989 | No Souvenirs Brave and Crazy                                    | — | — | US95 (3 Wo.)US | Erstveröffentlichung: August 1989 Autor: Melissa Etheridge    |
| 1994 | Come to My Window Yes I Am                                      | — | — | US25 Gold · (44 Wo.)US | Erstveröffentlichung: Februar 1994 Autor: Melissa Etheridge   |
| 1994 | I’m the Only One Yes I Am                                       | — | — | US8 (40 Wo.)US | Erstveröffentlichung: Juli 1994 Autor: Melissa Etheridge      |
| 1995 | Like the Way I Do / If I Wanted To Melissa Etheridge / Yes I Am | — | — | US16 (20 Wo.)US | Erstveröffentlichung: Februar 1995 Autor: Melissa Etheridge   |
| 1995 | Your Little Secret                                              | DE99 (1 Wo.)DE | — | — | Erstveröffentlichung: Oktober 1995 Autor: Melissa Etheridge   |
| 1996 | I Want to Come Over Your Little Secret                          | DE83 (7 Wo.)DE | UK100 (1 Wo.)UK | US22 (20 Wo.)US | Erstveröffentlichung: Februar 1996 Autor: Melissa Etheridge   |
| 1996 | Nowhere to Go Your Little Secret                                | — | — | US40 (19 Wo.)US | Erstveröffentlichung: September 1996 Autor: Melissa Etheridge |
| 1999 | Angels Would Fall Breakdown                                     | DE88 (7 Wo.)DE | — | US51 (11 Wo.)US | Erstveröffentlichung: September 1999 Autor: John Shanks       |
| 2005 | Cry Baby / Piece of My Heart –                                  | — | — | US32 (2 Wo.)US | Erstveröffentlichung: März 2005 mit Joss Stone                |
| 2007 | Message to Myself The Awakening                                 | DE52 (6 Wo.)DE | — | — | Erstveröffentlichung: Oktober 2007 Autor: Melissa Etheridge   |

Weitere Singles
- 1988: Don’t You Need
- 1988: Chrome Plated Heart
- 1989: You Can Sleep While I Drive
- 1989: The Angels
- 1989: Let Me Go
- 1992: Ain’t It Heavy
- 1992: 2001
- 1992: Dance Without Sleeping
- 1993: I’m the Only One
- 1993: Must Be Crazy for Me
- 1993: I Will Never Be the Same
- 1994: All American Girl
- 1994: Happy Xmas
- 1999: Stronger Than Me
- 2000: Enough of Me
- 2001: I Want to Be in Love
- 2002: The Weakness in Me
- 2003: Breathe
- 2004: This Moment
- 2005: I Need to Wake Up
- 2005: Refugee
- 2005: I Run for Life
- 2009: Fearless Love
- 2014: Take My Number
- 2015: Monster
- 2016: Pulse
- 2016: Respect Yourself
- 2019: Faded by Design

## Statistik

### Chartauswertung
|                     | DE     | AT     | CH     | UK    | US     |
| ------------------- | ------ | ------ | ------ | ----- | ------ |
| Nummer-eins-Alben   | DE—DE  | AT—AT  | CH—CH  | UK—UK | US—US  |
| Top-10-Alben        | DE3DE  | AT1AT  | CH1CH  | UK—UK | US2US  |
| Alben in den Charts | DE15DE | AT13AT | CH12CH | UK3UK | US14US |

|                       | DE    | UK    | US    |
| --------------------- | ----- | ----- | ----- |
| Nummer-eins-Singles   | DE—DE | UK—UK | US—US |
| Top-10-Singles        | DE—DE | UK—UK | US1US |
| Singles in den Charts | DE4DE | UK2UK | US9US |

### Auszeichnungen für Musikverkäufe
| Goldene Schallplatte - Australien - 1996: für das Album Your Little Secret - Kanada - 2006: für das Album Greatest Hits: The Road Less Traveled - Neuseeland - 1995: für das Album Yes I Am - 1996: für das Album Your Little Secret - Niederlande - 1992: für das Album Melissa Etheridge - 1993: für das Album Never Enough Platin-Schallplatte - Australien - 1990: für das Album Melissa Etheridge - 1990: für das Album Brave and Crazy - Kanada - 1992: für das Album Never Enough - 1995: für das Album Your Little Secret - Neuseeland - 1990: für das Album Brave and Crazy | 2× Platin-Schallplatte - Kanada - 1989: für das Album Brave and Crazy - 1995: für das Album Yes I Am - Neuseeland - 1989: für das Album Melissa Etheridge 3× Platin-Schallplatte - Kanada - 1990: für das Album Melissa Etheridge |

Anmerkung: Auszeichnungen in Ländern aus den Charttabellen bzw. Chartboxen sind in ebendiesen zu finden.
| Land/RegionAuszeichnungen für Musikverkäufe (Land/Region, Auszeichnungen, Verkäufe, Quellen) | Gold       | Platin       | Verkäufe   | Quellen                   |
| -------------------------------------------------------------------------------------------- | ---------- | ------------ | ---------- | ------------------------- |
| Australien (ARIA)                                                                            | Gold1      | 2× Platin2   | 175.000    | aria.com.au               |
| Deutschland (BVMI)                                                                           | Gold1      | —            | 250.000    | musikindustrie.de         |
| Kanada (MC)                                                                                  | Gold1      | 9× Platin9   | 950.000    | musiccanada.com           |
| Neuseeland (RMNZ)                                                                            | 2× Gold2   | 3× Platin3   | 75.000     | aotearoamusiccharts.co.nz |
| Niederlande (NVPI)                                                                           | 2× Gold2   | —            | 100.000    | nvpi.nl                   |
| Österreich (IFPI)                                                                            | Gold1      | —            | 25.000     | ifpi.at                   |
| Vereinigte Staaten (RIAA)                                                                    | 3× Gold3   | 13× Platin13 | 13.600.000 | riaa.com                  |
| Insgesamt                                                                                    | 11× Gold11 | 27× Platin27 |            |                           |